# Paul Levinson

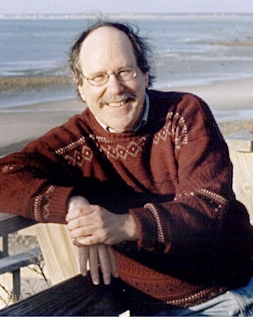
Paul Levinson, 2002

Paul Levinson (* 25. März 1947 in New York) ist ein US-amerikanischer Science-Fiction-Schriftsteller und Professor für Kommunikation und Medienwissenschaften an der Fordham University in New York. Seine Romane, Kurzgeschichten und Sachbücher wurden in 16 Sprachen übersetzt.

## Biografie
Paul Levinson absolvierte die Christopher Columbus High School in der Bronx, besuchte das City College of New York in den 1960er Jahren, und erhielt 1975 einen BA in Journalismus von der New York University; einen MA in Medienwissenschaften von der New School 1976; 1979 promovierte er an der New York University in Medienökologie. Seine Doktorarbeit Human Replay: A Theory of the Evolution of Media (1979) wurde von Neil Postman betreut.
Levinson wurde mehr als 500 Mal im lokalen, nationalen und internationalen Fernsehen und Radio als Kommentator für Medien, Populärkultur und Science-Fiction interviewt. Er wird häufig in Zeitungen und Magazinen auf der ganzen Welt zitiert, und seine Beiträge sind in so wichtigen Zeitungen wie The Atlanta Journal-Constitution, Newsday und The New York Sun erschienen. Er wurde in kurzen, von 2006 bis 2008 im KNX-AM Radio in Los Angeles Sonntagmorgens gesendeten Spots zu medienbezogenen Nachrichtenereignissen und populärer Kultur interviewt. Er hostet vier Podcasts und unterhält mehrere Blogs. Im April 2009 nannte ihn The Chronicle of Higher Education einen von zehn „High Fliers“ auf Twitter.
1985 war er Mitbegründer von Connected Education und bot Online-Kurse für M. A.-Abschlüsse an. Von 1998 bis 2001 war er Präsident der Science Fiction and Fantasy Writers of America.
Seit 1998 ist er Professor für Kommunikation und Medienwissenschaften an der Fordham University in New York. Er unterrichtete an The New School, Fairleigh Dickinson University, Hofstra University, St. John’s University, Polytechnic University of New York, Audrey Cohen College und dem Western Behavioral Sciences Institute (WBSI). Er hat Vorträge und Grundsatzreden auf Konferenzen an vielen Universitäten gehalten, so an der London School of Economics, Harvard University, Baylor University, Universität Kopenhagen, New York University, der Annenberg School for Communication at the University of Pennsylvania, und der University of Toronto und verfasste über 100 wissenschaftliche Artikel.
Vor seiner akademischen Karriere war Levinson in den späten 1960er und frühen 1970er Jahren Songwriter, Sänger und Plattenproduzent, mit Aufnahmen von den The Vogues, Donna Marie von den Archies, June Valli, Jimmy Clanton und Ellie Greenwich. Als Radioproduzent arbeitete er mit Murray the K und Wolfman Jack zusammen. Levinsons Arbeit wird von Isaac Asimov, Thomas Jefferson, John Stuart Mill, Marshall McLuhan, Harold Innis, Karl Popper, Carl Sagan, und Donald T. Campbell beeinflusst.

## Autor
Levinson schreibt Science-Fiction-, Fantasy- und Science-Fiction-Hybride mit philosophischen Untertönen sowie Sachbücher über die Geschichte und Zukunft der Kommunikationsmedien, die erste Änderung der Verfassung der Vereinigten Staaten, die Bedeutung der Weltraumforschung und Themen der Populärkultur. Seine Arbeiten wurden ins Chinesische, Japanische, Koreanische, Französische, Italienische, Spanische, Portugiesische, Tschechische, Polnische, Rumänische, Mazedonische, Kroatische, Russische, Türkische, Persische und Arabische übersetzt.
2015 erschien Touching the Face of the Cosmos: On the Intersection of Space Travel and Religion, eine Sammlung von Aufsätzen und Science-Fiction-Geschichten, die er zusammen mit Michael Waltemathe herausgab, und ein Interview mit dem ehemaligen Astronauten und Senator John Glenn, sowie ein Aufsatz von Guy Consolmagno, dem Astronomen des Papstes.
Levinson wurde mehrfach für den Hugo Award, den Nebula Award, den Theodore Sturgeon Award, den Prometheus Award, Edgar Award und die Audie Awards nominiert. Seine Novelle Loose Ends war 1998 Finalist für einen Hugo, einen Sturgeon und einen Nebula. Sein Roman The Silk Code wurde 1999 mit dem Locus Award als bester erster Roman ausgezeichnet.
Der zentrale Charakter von The Silk Code, der forensische Detektiv Dr. Phil D'Amato, machte seinen ersten Auftritt in Levinsons Roman The Chronology Protection Case, (veröffentlicht in Analog, September 1995). D'Amato kehrte in den Romanen The Copyright Notice Case (Analog, April 1996), The Mendelian Lamp Case (Analog, April 1997) und The Consciousness Plague (2002) zurück. Das The Pixel Eye (2003), eine Adaption von Levinsons The Chronology Protection Case (Hörspiel von Mark Shanahan mit Paul Levinson und Jay Kensinger) wurde von den Mystery Writers of America für den Edgar Award für das beste Stück des Jahres 2002 nominiert.
Levinsons nächster Roman war The Plot To Save Socrates, eine Zeitreisegeschichte. Die Zeitschrift Entertainment Weekly nannte es „herausfordernder Spaß“. Sein nachfolgender Roman war Unburning Alexandria, eine Fortsetzung von The Plot To Save Socrates. Die ersten beiden Kapitel von Unburning Alexandria erschienen als Novelle in der November-Ausgabe 2008 von Analog, der komplette Roman wurde im Mai 2013 als E-Book veröffentlicht. Der nächste Roman in der Reihe, Chronica, wurde im Dezember 2014 veröffentlicht.

## Medienkommentator und Redner
Paul Levinson ist ein häufiger Gast im lokalen, nationalen und internationalen Kabel- und Netzwerkfernsehen sowie in öffentlichen, kommerziellen und Satellitenradiosendungen.
Er trat auf in:
- Fox News: The O'Reilly Factor, Your World with Neil Cavuto, The Big Story mit John Gibson, Fox Magazine; News special, The New Millennium: Science, Fiction, Fantasy
- PBS: The NewsHour with Jim Lehrer
- CBS: CBS Evening News with Dan Rather, The Early Show
- ABC: Nightline, World News Now
- MSNBC: Jesse Ventura's America, Scarborough Country
- CNN: American Morning, Daybreak, Sunday Live
- CNBC: Bullseye, Squawk Box, On the Money
- The History Channel: Modern Marvels, Fantastic Voyage: The Evolution of Science Fiction
- Discovery Channel: The Inside Story of..., The Cell Phone Revolution
- BBC: NewsNight; #Thinking Allowed
- CBC: Canada Now; Newsworld International; McLuhan: Out of Orbit; Cross Country Checkup; CBC This Morning
- NPR: All Things Considered; Talk of the Nation; Morning Edition; The Diane Rehm Show; On the Media; The Connection; On Point; Public Interest with Kojo Nnamdi; Tech Nation with Moira Gunn; New York & Company; Sound Opinions and Odyssey
- andere Radio- und TV-Sendungen: Los Angeles CBS radio KNX-AM; New York CBS radio WCBS-AM and WFAN; Bloomberg radio; AP radio; Detroit's WJR-AM Mitch Albom Show; CNN Radio; Voice of America; C-SPAN; Reuters-TV; Wall Street Journal Radio; WABC-TV; Today in New York, WNBC-TV; WCBS-TV; Good Day New York, Fox 5; WB-11; UPN-9; CUNY-TV; Inside Edition

Levinson wurde Tausende Male in Zeitungen, Zeitschriften und Nachrichtendiensten auf der ganzen Welt zitiert. Einige Beispiele sind: USA Today, The New York Times, The Washington Post, The Christian Science Monitor, U.S. News and World Report, Los Angeles Times, New York Post, New York Daily News, Newsday, Boston Globe, The Philadelphia Inquirer, Houston Chronicle, Hollywood Reporter, Billboard, Wired, Smithsonian Magazine, Daily Mail, the Toronto Globe and Mail, Associated Press, Reuters und UPI.
Er hat auf Hunderten von Science-Fiction-Conventions, internationalen akademischen Konferenzen und Symposien gesprochen, zuletzt auf der Heliosphere 2017 („Westworld and the Civil Rights of Robots“) und darunter Dutzende von Gesprächen auf der ganzen Welt zum Gedenken an Marshall McLuhans Geburt und an den 50. Jahrestag der Veröffentlichung von McLuhans wegweisendem Werk Understanding Media. Er spricht häufig über Themen, die von Zeitreisen bis zu Fake News reichen.

## Songwriter, Plattenkünstler und Plattenproduzent
- Verfasser von über 100 Liedern, die in den 1960er und 70er Jahren von bedeutenden Musikverlagen veröffentlicht wurden, darunter: Bourne, Chappell, Belwin Mills/Warner Brothers, Bobby Darin's TM Music und Sunbury/RCA
- Aufnahmen seiner Lieder wurden von Ellie Greenwich, Jimmy „the Wiz“ Wisner und Paul Leka für andere Künstler produziert
- Von ihm geschriebene, gespielte und / oder produzierte Songs wurden unter anderem auf folgenden Plattenlabels veröffentlicht Columbia, Decca, Philips, Atlantic, Buddah und London Records
- 1972 wurde seine LP Twice Upon a Rhyme bei HappySad Records veröffentlicht. Levinson war Hauptkünstler, Songschreiber und Produzent; Neuauflage auf CD von Beatball Records (2009) und neu auf gepresstem Vinyl von Sound of Salvation Records (2010)
- Levinsons Lied Hung Up On Love (Mitautor Mikie Harris, produziert von Ellie Greenwich und Mike Rashkow) wurde von Levinsons Trio The Other Voices aufgenommen und 1968 auf Atlantic Records veröffentlicht; diese Aufnahme war in der 2004 von Andrew Sandoval zusammengestellten Compilation-CD Come to the Sunshine: Soft Pop Nuggets from the WEA Vaults enthalten. Levinson sang auf vielen Aufnahmen von The Other Voices eine Falsettharmonie.
- Levinsons Songs Merri Goes Round und Looking for Sunsets (In the Early Morning) – beide zusammen mit Ed Fox geschrieben – wurden von Sundial Symphony (Robbie Rist) und Don Frankel aufgenommen und von Big Stir Records im Jahr 2019 veröffentlicht.

## Bibliografie (Auswahl)

### Romane
- Nicht auf Deutsch erschienen. (amerikanisches Englisch: The Silk Code. 1999.).
- Nicht auf Deutsch erschienen. (amerikanisches Englisch: Borrowed Tides. 2001.).
- Nicht auf Deutsch erschienen. (amerikanisches Englisch: The Consciousness Plague. 2002.).
- Nicht auf Deutsch erschienen. (amerikanisches Englisch: The Pixel Eye. 2003.).
- Nicht auf Deutsch erschienen. (amerikanisches Englisch: The Plot To Save Socrates. 2006.).
- Nicht auf Deutsch erschienen. (amerikanisches Englisch: Unburning Alexandria. 2013.).
- Nicht auf Deutsch erschienen. (amerikanisches Englisch: Chronica. 2014.).

### Sachbücher
- Nicht auf Deutsch erschienen. (amerikanisches Englisch: In Pursuit of Truth: Essays on the Philosophy of Karl Popper on the Occasion of his 80th Birthday. 1982. Mit einem Vorwort von Isaac Asimov und Helmut Schmidt).
- Nicht auf Deutsch erschienen. (amerikanisches Englisch: Mind at Large: Knowing in the Technological Age. 1988.).
- Nicht auf Deutsch erschienen. (amerikanisches Englisch: Electronic Chronicles: Columns of the Changes in our Time. 1992.).
- Nicht auf Deutsch erschienen. (amerikanisches Englisch: Learning Cyberspace: Essays on the Evolution of Media and the New Education. 1995.).
- Nicht auf Deutsch erschienen. (amerikanisches Englisch: The Soft Edge: A Natural History and Future of the Information Revolution. 1997.).
- Nicht auf Deutsch erschienen. (amerikanisches Englisch: Bestseller: Wired, Analog, and Digital Writings. 1999.).
- Nicht auf Deutsch erschienen. (amerikanisches Englisch: Digital McLuhan: A Guide to the Information Millennium. 1999.).
- Nicht auf Deutsch erschienen. (amerikanisches Englisch: Realspace: The Fate of Physical Presence in the Digital Age, On and Off Planet. 2003.).
- Nicht auf Deutsch erschienen. (amerikanisches Englisch: Cellphone: The Story of the World's Most Mobile Medium. 2004.).
- Nicht auf Deutsch erschienen. (amerikanisches Englisch: New New Media. 2009.).
- Nicht auf Deutsch erschienen. (amerikanisches Englisch: Touching the Face of the Cosmos: On the Intersection of Space Travel and Religion. 2015.).